# Gornet, Prahova
Gornet ( mai vechi, Gornet Cuib, Slemnea Tufele) este satul de reședință al comunei cu același nume din județul Prahova, Muntenia, România. Se află în sudul comunei, pe drumul județean DJ231 Măgurele–Păcureți–Bălțești.
Așezarea este atestată documentar în 1631.
Ca istoric și consecință a condițiilor climatice favorabile comuna datează de pe timpul lui  Mihai Viteazul. Se spune că din tabăra de la Bucov, în anul 1598, frații Buzești cu o parte din oaste pleacă în Ardeal pe valea Oltului, iar restul de oaste cu însuși voievodul în frunte, urcă pe Valea Cricovului, trece și prin Gornet (atunci localitatea se numea Brăcacea), Vălenii de Munte, Măneciu, Cheia, Pasul Bratocea, poposind la poalele stâncii care-i poartă numele și continuând drumul până la Brașov.
După trecerea lui Mihai din cauza  invaziilor turcești, satul se mută în “Gornet”, adică în pădurea din vecinătate într-o zonă mai înaltă, amplasamentul de azi al satului Gornet. Există și alte hrisoave domnești ulterioare care pomenesc de localitatea Gornet în diferite perioade, exemplu fiind documentele care atestă mina de sare de pe timpul domniei Brâncoveanului(Constantin Brâncoveanu), mină care prin anii 1960, datorită unor alunecări de teren a fost redescoperită de către toți locuitorii comunei. Nu a cercetat nimeni cantitatea de sare din subteranul comunei, dar sarea există, la fel cum există și petrol ce se exploatează de peste 70  de ani și sondele apar în continuare, în urma studiilor efectuate de specialiști.
Clima este mai blândă față de localitățile vecine, comuna fiind ferită și de marii curenți de aer ce acționează în zonele limitrofe.